# Thomas Harrison
Thomas Harrison (Richmond, Yorkshire, 7 de agosto (batizado) 1744 - 29 de março 1829, Chester, Cheshire, Reino Unido) foi um arquiteto e engenheiro inglês de pontes que estudou em Roma arquitetura clássica. Venceu o concurso em 1782 para o projeto de Ponte de Skerton em Lancaster (Lancashire). Após se mudar para Lancaster, ele trabalhou em edifícios locais , recebeu comissões para novas pontes, e projetou casas de campo na Escócia. Em 1786 Harrison foi convidado para projetar novos edifícios dentro do recinto de Lancaster e Chester Castle. Em ambos os sítios, ele criou alojamento para os presos, tribunais e um salão de condado, clubes de cavalheiros, igrejas, casas e monumentos. A sua última grande comissão foi para o projeto de Grosvenor Bridge em Chester.
Alguns dos projetos de Harrison, incluindo os seus edifícios em Lancaster Castle, pertenciam ao estilo gótico. No entanto, a maioria eram neoclássicos, particularmente aqueles em Chester Castle. Ele foi considerado, na época, e desde então, como uma grande influência no surgimento do Revivalismo grego na arquitetura britânica.
Projetou uma ponte no início da sua carreira e outra no final, incorporando características inovadoras. A ponte de Skerton foi a primeira ponte substancial na Inglaterra a ter uma estrada plana, e a segunda foi a ponte Grosvenor, contendo o mais longo de um único arco de alvenaria do mundo (na época da sua construção). Muitas das estruturas de Harrison têm sobrevivido, mas a maioria delas faz agora parte do Património Inglês. Apesar de seu trabalho ser admirado nacionalmente, ele passou toda a sua carreira no noroeste da Inglaterra pois a maioria de seus edifícios estavam em Lancashire, Cheshire e nos municípios próximos.

## Início de Carreira
Thomas Harrison nasceu em Richmond, Yorkshire, Inglaterra, filho de um carpinteiro. A data precisa do seu nascimento é desconhecida mas sabe-se que foi batizado a 7 de agosto de 1744. Pouco se sabe da sua vida além de que frequentou a Richmond Grammar School e presume-se que também trabalhou com o seu pai.
Em 1769 tornou-se protegido de um proprietário local, Sir Lawrence Dundas de Aske Hall, e juntou-se a George Cuitt, que mais tarde se tornou pintor paisagista, para estudar em Roma. Nesta cidade ele estudou na academia Di San Luca e durante os seus 7 anos lá, entre outras atividades, elaborou esboços de estruturas de Roma, incluindo templos e a Coluna de Trajano.
Em 1770, Harrison propôs um projeto ao Papa Clemente XIV para converter o Cortile del Belvedere do Vaticano num museu para estátuas antigas. Este foi bem recebido mas acabou por não ser adoptado. Três anos mais tarde entrou na competição da academia para replanear a Piazza del Popolo. O seu projeto não foi bem-sucedido mas foi exibido na Royal Acadey em 1777. Seguido à falha do seu design, ele fez uma petição ao papa e foi premiado com medalhas de ouro e prata e fez Accademico di Merito. Mais tarde foi autorizado pelo papa para alterar a sacristia de São Pedro, mas o papa morreu antes de ter sido iniciado o trabalho. Harrison voltou a Inglaterra em 1776 e elaborou estudos de uma ponte e estrada em Londres que não foram aceites e regressou a Richmond em 1778.

## Projetos: as pontes
Os maiores trabalhos executados por Harrison ao longo da sua carreira foram pontes. A ponte de Skerton em Lancaster e a ponte Grosvenor em Chester ambas incorporavam características inovadoras. Em 1782, Harrison ganhou o seu primeiro prémio na competição de design da ponte que atravessa o rio Lune em Lancaster como substituta da ponte medieval. Após alguns arranjos ao projeto a fundação de pedra foi iniciada em Junho de 1783 e a ponte de Skerton foi completada em setembro de 1787.
Harrison recebeu mais tarde diversas propostas de elaboração de diversas pontes, inclusive a ponte de St Mary’s, em Derby (1788-93), a ponte de Harrington , perto de Sawley em Derbyshire (1789-90), e a ponte de Stramongate em Kendal, Cumbria (1791-94), seguido de outros projetos mais pequenos em Lancashire e Cheshire. Ele foi considerado, não oficialmente, mestre das pontes de Lancashire. As suas últimas pontes em Cheshire incluem a ponte Mersey, em Warrington (1812-17), e a ponte Cranage, perto de Holmes Chapel (1815-16). Estas foram as únicas pontes que ele desenhou para serem construídas em madeira em vez de pedra e ambas foram já substituídas. Foram as primeiras do seu género a serem construídas em Inglaterra e também as únicas a serem consideradas “falhanços”. Durante a sua carreira Thomas Harrison foi consultado acerca de projetos de outras pontes no campo.
A caminho do fim da sua carreira Harrison trabalhou em duas pontes em Chester. Na altura a única estrada a atravessar o rio Dee era a ponte medieval Old Dee que se começava a tornar inadequada para a quantidade de tráfico. Em 1825, Harrison acrescentou três novos arcos e uma calçada no lado a montante da ponte. Enquanto isso, as negociações estavam em curso para uma ponte muito mais substancial. Em 1825, uma lei do Parlamento foi aprovada para a ponte Grosvenor. Para fornecer acesso à nova ponte, propriedades, incluindo uma igreja, tiveram de ser demolidas, e Harrison estava envolvido na conceção da nova Grosvenor Street. Ele também preparou três planos diferentes para a ponte, uma em ferro e os outros em pedra. A ponte de arco único seria a mais longa ponte de pedra de arco único no mundo na época e, por isso, havia dúvidas relativas à sua estabilidade. O projeto de Harrison foi apoiado pelos engenheiros James Trubshaw e John Rennie, e Trubshaw fez um modelo de calcário da ponte para confirmar a sua estabilidade. Por esta altura Harrison tinha mais de 80 anos e, em 1826, demitiu-se da comissão. Mais tarde naquele ano, o projeto foi continuado por Thomas Telford, e o conselho da cidade, posteriormente, aceitou o projeto. A ponte foi formalmente inaugurada em 1832 pela futura rainha Vitória, e o tráfego começou a atravessá-lo no ano seguinte. Harrison não viveu para ver a ponte concluída, pois veio a falecer no ano de 1829.

## Vida Pessoal
Harrison casou-se com Margaret Shackleton, em Lancaster Priory, no ano de 1785 e foi com a mesma que teve três filhos.
O arquiteto morreu aos 85 anos em sua casa, em 1829. Ele foi enterrado no cemitério em Chester, mas posteriormente os seus restos mortais foram transferidos para o cemitério de Blacon.

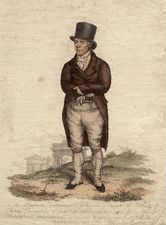
Retrato de Harrison por A. R. Butt, datada de 1824